# Лінія Джубилі
Лінія Джубилі (англ. Jubilee line) — лінія Лондонського метрополітену. Була відкрита в 1979 році та є найновішою лінією в системі лондонського метро, хоча і деякі відрізки колій датуються 1932, а деякі станції — 1879 роком. Її західний кінець за Бейкер-стріт, старий відрізок лінії, був відгалуженою гілкою Станмор лінії Бейкерлу, коли новий відрізок лінії був побудований у два етапи: спочатку в 1979 до станції Чарінг-кросс у центрі Лондону, а потім лінія була продовжена в 1999 від станції Грін-парк до станції Стратфорд у східному Лондоні. Станції, що побудовані пізніше, є більшими та мають спеціальні захисні системи. Ці два аспекти створюють умови, які дозволять тривалий час використовувати лінію у майбутньому. Побудувавши розширення лінії у східний Лондон, вона почала обслуговувати райони, які погано охоплені метрополітеном. Тим самим лінія сильно збільшила свій пасажиропотік та стала третьою за завантаженістю лінією у лондонському метрополітені, близько 213 мільйонів пасажирів на рік. Лінія Джубилі позначається срібним/сірим кольором на карті метрополітену, що позначає Срібний ювілей Єлизавети ІІ, на честь якого і була названа лінія.
Між Фінклі-роуд і Вемблі-парк лінія Джубилі має спільну дільницю колії із лінією Метрополітен та Чилтерн-Мейн-Лайн. Між Каннін-таун та Стратфорд, лінія проходить паралельно відгалуженню Стратфорд-Інтернешнал лінії Доклендського легкого метро.

## Історія

### З 1932 по 1939
В 1932 Метрополітен Рейлвей побудував відгалуження від основної лінії, від станції Вемблі-парк до Станмор. Лінія, як і більшість інших у північній частині Лондона, мала за мету перевезення пасажирів із нових та швидко зростаючих передмість. Лінія, представлена Метрополітеном, мала проблему — приміське сполучення було настільки успішним, що на початку 1930-х років лінії до Бейкер-стріт ставали перевантажені. Також проблема була посилена повоєнним становищем.
Спершу «Метрополітен» воліла побудувати нову лінію метро, що приблизно мала прямувати через лінію Еджвер-роуд між станцією метро та поблизу станції Віллесден-Грін. Дійсно, будівництво просунулося до перебудови станції Еджвер-роуд, щоб вона мала чотири платформи та вміщувала б восьмивагонні поїзди. Проте плани змінилися з формуванням Лондонського управління пасажирським транспортом (LPTB) та з подальшим поглинанням компанії Метрополітен. Тепер рішенням було нове відгалуження лінії Бейкерлоо від станції Бейкер-стріт, щоб обслуговувати нові станції: Сент-Джонс-вуд та Свісс-коттедж і тим самим перетворивши станції Лордс, Мальборо-Роад та Свісс-коттедж на паралельний маршрут та надлишкові та заперечивши потребу в прокладанні відгалуження від станції Еджвер-роуд. Спочатку пропонувалося, що Свісс-Коттедж (Метрополітен) залишатиметься відкритою у години пік для пересадки на лінію Бейкерлоо, а станція Лордс відкриватиметься під час спеціальних крикетних подій. Але обидві станції були закриті під час Другої світової війни, внаслідок економічних труднощів. Нова лінія пролягла між коліями Метрополітен на станції Фінчлі-роуд, надаючи кросплатформову пересадку з лінією Метрополітен. Продовжуючи на північ до Вемблі-парк, нова Бейкерлоо мала надавати проміжні послуги лінії Метрополітен, дозволяючи потягам лінії Метрополітен проїжджати без зупинок між Фінчлі-роуд та Вемблі-парк, тим самим зменшуючи час поїздки на сім хвилин. Біля Вемблі-парк нова Бейкерлоо працювала б для обслуговування Кінгсбері, Квінсбері, Канонс-парк та Станмор, таким чином взявши під своє обслуговування колишнє відгалуження компанії «Метрополітен». Відгалуження Бейкерлоо було відкрите у 1939 р.

### З 1939 до 1979, лінія Фліт
При розробці мережі Метро безпосередньо до і після Другої світової війни розглядалося кілька нових маршрутів. Основним результатом цього дослідження стало два основних маршрути: «лінія C» з півдня на північний схід та лінія 3 і 4, нові маршрути, що перетнуть місто та поєднають північно-східне передмістя з Фенчерч-стріт, Ваппін та Льюїшем і Хейс. Лінія C відкривалася поетапно з 1968 до 1972, як частина лінії Вікторія. Робота над маршрутом північного сходу до південного заходу продовжувалася.
«Лінії Фліт» була згадана у статі газети Times у 1965 році, де обговорювалися варіанти лінії після завершення будівництва лінії Вікторії. Пропонувалося, що лінія Фліт може проходити через Бейкер-стріт, Бонд-стріт, Трафальгарську площу, Стренд, Фліт-стріт, Людгейт-циркус та Кеннон-стріт, а далі до південно-східного Лондону. Нова лінія повинна була б отримати назву лінія Фліт в честь річки Фліт (Хоча лінія перетинала б річку тільки біля перехрестя Людгейт-циркус, центральної лондонської частини річки, яка в основному тече за Тибурн).
У 1971 розпочалося будівництво лінії Фліт. Економічний тиск та сумніви щодо кінцевої станції лінії привели до поетапного будівництва. Під час першого етапу, до відгалуження «Бейкер-стріт до Станмор» лінії Бейкерлу було приєднано новий 4 кілометровий відрізок від Бейкер-стріт до центру Лондону з проміжними станціями Бонд-стріт і Ґрін-парк та новою кінцевою станцією біля Чарінг-Кросс, тим самим розвантажуючи наплив пасажирів на Вест-Енд ділянці лінії Бейкерлу між Бейкер-стріт і Чарінг-Кросс, а також дозволило збільшити пропускну здатність на ділянці північній від Бейкер-стріт. Нова ліня метро повинна була запропонувати кросплатформову пересадку зі станції Бейкер-стріт на лінію Бейкерлу, а також пересадку на лінію Вікторія. Будівництво завершилося у 1979 році. Частиною цієї робити стало те, що станції «Трафальгарська площа» (лінія Бейкерлу) та «Стренд» (Північна лінія) були об'єднані в один станційний комплекс, Чарінг-Кросс. Станція Чарінг-Кросс, що існувала до цього, на підземних лініях: Дистрикт і Кільцевій лінії, була перейменована на Набережна.

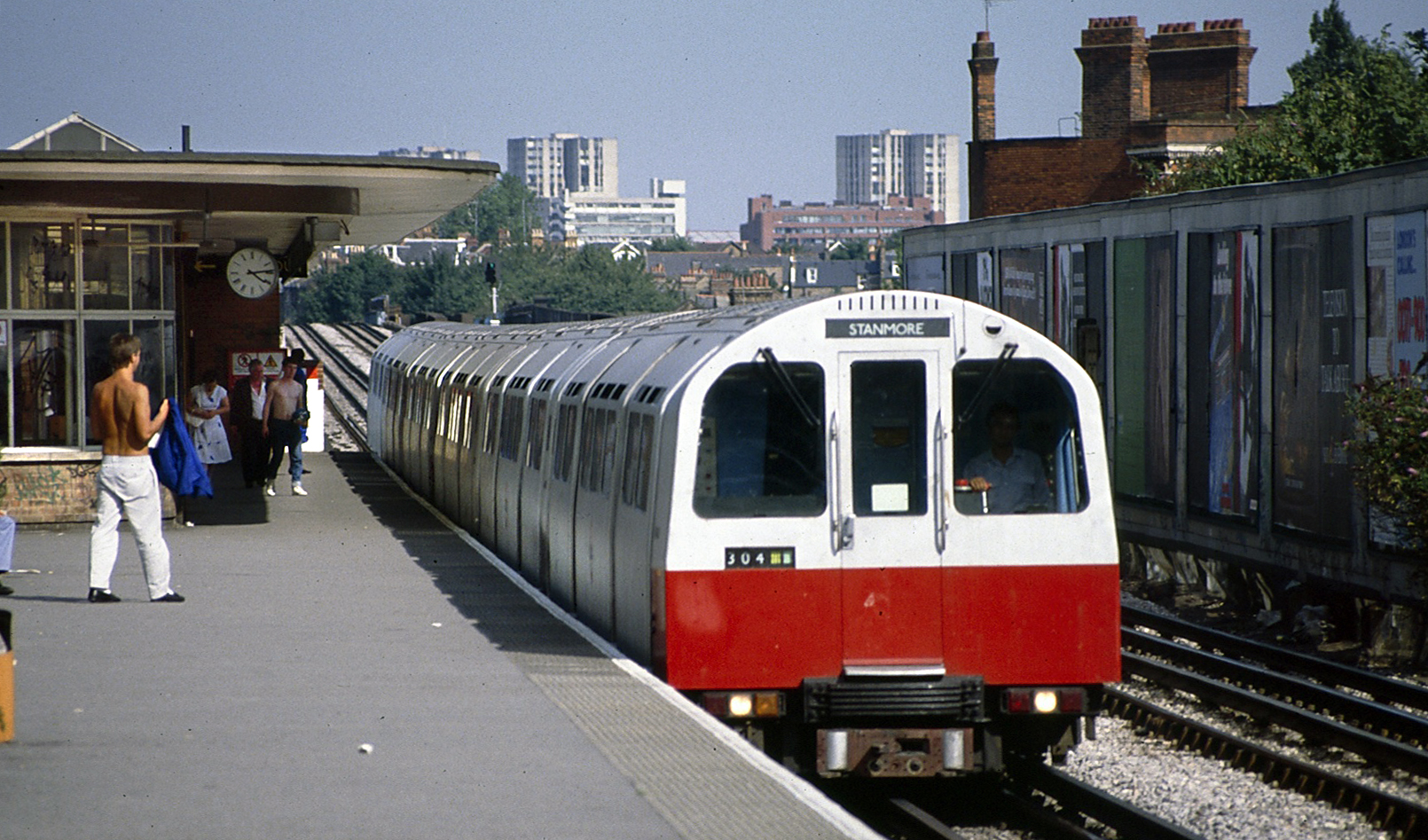
Потяг серії 1983 року на станції Кілберн у 1988 році

Інша частина будівництва включала тестову ділянку, побудовану біля Нью-Кросс. Ця частина Лондону мала затоплені ґрунти, що створювало складності у прокладанні тунелів. Тому новий метод прокладання тунелів, що називається Бентонітовий щит, був використаний для експериментального будівництва 150 метрової ділянки тунелю, що у 1971 році була запропонована як частина будівництва другого етапу. Експеримент був вдалим, що призвело до того, що цей метод будівництва був представлений і в інших країнах, але коли змінилися плани маршрути лінії, то ця ділянка була закинута за непотрібністю і так збереглася до сьогоднішніх днів.
У 1975 р., коли планувалося ввести серію автобусів Срібного Ювілею Лондонського Транспорту, менеджер з продажів відділу реклами Лондонського Транспорту, Джеффрі Холліман, запропонував голові LTE (London Transport Executive), Кеннету Робінсону, перейменувати ліню Фліт на лінію Джубилі. Однак ця ідея була відкинута через додаткові затрати на її реалізацію. Втім, лінія згодом була перейменована на лінію Джубилі на честь срібного ювілею королеви Єлизавети II у 1977 році, згідно з обіцянкою консерваторів на виборах Великої Лондонської ради того ж року. Початковим кольором лінії був колір сірого броненосця, який був вибраний через те, що назва «fleet» означає флот. Потім цей колір трохи посвітлішав та став відображати срібний колір Ювілею.
Лінія була офіційно відкрита Принцом Уельським 30 квітня 1979 року, а перевезення пасажирів почало працювати з 1 травня 1979 року.

### Запропоновані розширення
Лінія Джубилі у 1979 році була першим із чотирьох етапів проекту, але через брак коштів не було жодного розвитку проекту аж до кінця 1990-х років.
- Черга 2 лінія повинна була б отримати продовження уздовж Фліт-стріт до станцій Олдвіч, Людгейт-циркус, Кеннон-стріт та Фенчерч-стріт.
- Черга 3 лінія могла б отримати продовження, що проходило б під річкою до станції Доки Суррей (тепер Набережні Суррей) Східно-лондонської лінії, беручи на обслуговування обидва відгалуження Східно-лондонської лінії до станцій Нью-Кросс-Гейт і Нью-Кросс з розширенням до Льюїшем.
- Черга 4 лінія могла продовжитися від відгалуження Льюїшем до приміських відгалужень Аддіскомб та Хейс.

Альтернативний план був запропонований у 70-х, що створив би розширення лінії Джубилі паралельно до річки Темзи. Таким чином лінія пролягла б від Фенчерч-стріт до Темзмід через станції «Доки Святої Катерини», «Ваппін», «Північні Доки Суррей», «Міллволл» (недалеко від станції «Північна набережна» доклендського легкого метро (DLR)), «Північний Гринвіч», «Митниця», «Сілвер-таун», «Арсенал Вілвіч» і звідти до Темзсмід. Депо повинно було б бути в Бектоні на місці теперішнього депо Доклендського легкого метро. Однак зведення «Річкової лінії», як це розширення тоді називалося, була дуже дороге та її будівництво ніколи б не розпочалося.

### Розширення у 2000-х роках
Зміни у використанні землі, особливо ревіталізація району Доклендс, призвели до того, що проект по розширенню лінії за Чарінг-Кросс значно змінювався у 70-х, 80-х та 90-х роках XX століття. «Розширення лінії Джубилі», як називався кінцевий проект, відкрився в три етапи у 1999 році. Він розділив тодішню лінію після станції Ґрін-парк на дві ділянки, створивши одностанційне відгалуження до Чарінг-Кросс, яке зараз закрите (однак воно досі використовується для розвертання поїздів під час неполадок на лінії та іноді використовується як знімальний майданчик). Лінія продовжилася до Стратфорду з десятьма проміжними станціями. Ця ділянка лінії є унікальною для Лондонського метрополітену, тому що це єдина ділянка, яка має станції закритого типу з встановленими автоматичними дверима, що відкриваються, коли прибуває потяг.
Були інші пропозиції щодо розширення лінії до доків для їхнього обслуговування.

## Сучасна лінія Джубилі
Лінія Джубилі, відкрита з 1979 року, є найновішою лінією мережі лондонського метрополітену. У 1997 році потяги були оновлені до поїздів зразка 1996 року. У 1999 р. поїзди почали курсувати до Стратфорду, замість Чарінг-Кросс, тим самим почали обслуговувати райони, що погано з'єднані з мережею метро.

### Властивості станцій
Станції лінії північніше Бейкер-стріт не були побудуванні спеціально для лінії Джубилі. Станції Сент Джонс Вуд і Свісс Коттедж були відкриті у 1939 році як нове відгалуження від Бейкерлу та має більш традиційні властивості станції метро. Станції північніше Фінчлі-роуд були відкриті Metropolitan Railway (зараз лінія Метрополітен), але стало частиною Бейкерлу у 1939 році і тільки станція Веблі-парк обслуговувалася цими двома лініями. Тоді лінія Джубилі отримала у своє використання ділянку лінії Бейкерлу між станціями Бекер-стріт і Станмор. Тільки «нові» станції будувалися для оригінальної лінії Джубилі і це були західна платформа станції Бейкер-стріт (східна була відкрита у 1939), Бонд-стріт, Ґрін-парк та зараз закрита станція Чаріг-Кросс.
Станції «Розширення лінії Джубилі» мають такі властивості:
- безступінчатий доступ до вулиці
- найсучасніша архітектура
- автоматичні станційні двері

Станції закритого типу були побудовані передусім для запобігання протягів та сприяння циркуляції повітря. Вони також запобігають падінню чи вистрибуванню людей на колії та захищають колії від накопичення сміття.

### Рухомий склад

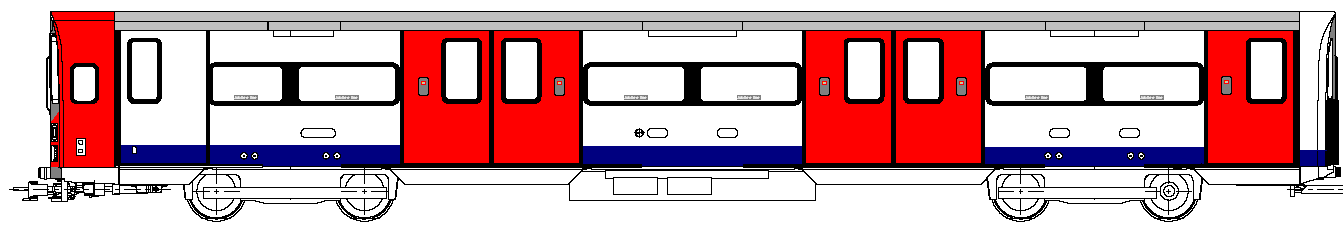
Головний вагон потяга серії 1996 року

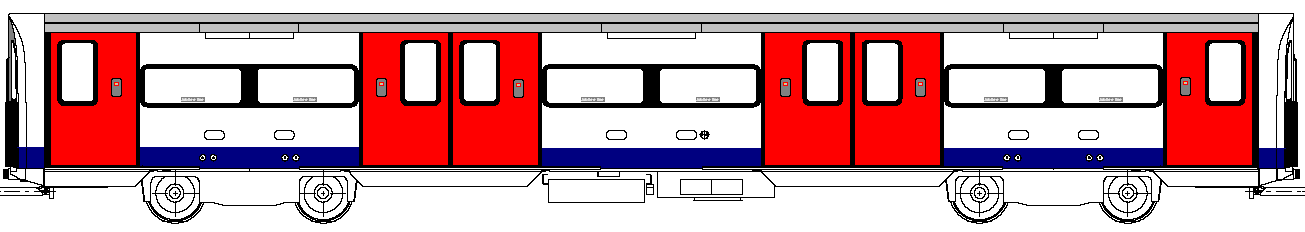
Проміжний вагон поїзду серії 1996 року

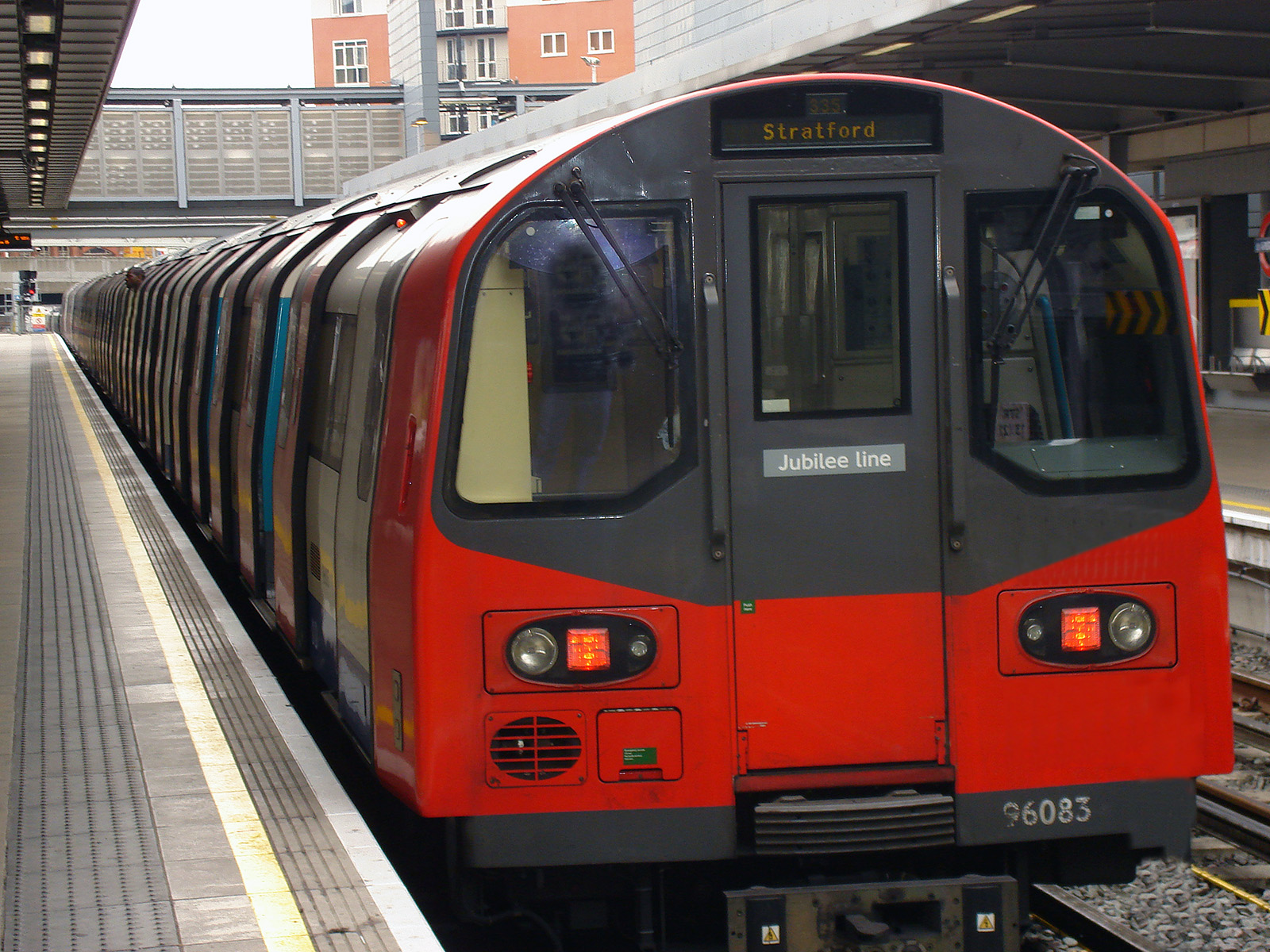
Поїзд серії 1996 року на станції Стратфорд

Коли лінія Джубулі відкрилася, то на ній ходили потяги серії 1972. У 1984 частково ці поїзди були замінені новими зразка 1983, а зняті з лінії поїзди серії 1972 були відправленні на лінію Бейкерлу. Потяги серії 1983 зарекомендували себе як ненадійні та мають проблеми в обслуговані, з однопільними дверима сповільнювали посадку та висадку пасажирів ніж інші моделі поїздів з ширшим відкриття дверей. З будівництвом «Розширення лінії Джубилі» було вирішено представити нову модель поїздів серії 1996 і ними ця лінія обслуговується й зараз. У цих потягів зовнішній вигляд схожий до поїздів серії 1995 року, які використовуються на Північній лінії, але (незважаючи на легко переплутувані назви) менш передовий. Потяги нової серії мала вбудовані екрани та автоматичні оголошення, що надають пасажирам інформацію про маршрут поїзду. Спершу текст на екрані був статичний і показував тільки кінцеву станцію поїзда, але потім також показував назву наступної станції та її пересадки. Подальші оновлення представили текст, що рухається. Поїзд серії 1996 року має інший двигун, ніж поїзд серії 1995, та цей двигун схожий на ті, що використовуються у потягіах Клас 465 і Клас 466 Нетворкер.[джерело?]

### Семивагоне оновлення
Лінія Джубилі була закрита протягом п'яти днів з 26 грудня 2005 з метою додати ще один вагон до кожного шестивагоного потяга. Лінія закривалася у зв'язку з тим, що одночасно на лінії не можуть працювати шести та семивагоні, бо станції закритого типу на ділянці «Розширення лінії Джубилі» не можуть одночасно обслуговувати потяги різної довжини. Також була оновлена сигнальна система для робити з довшими потягами.
Раніше було додано ще чотири семивагоних потягів до рухомого складу у результаті чого їх стало 63. Це дозволило збільшити період під час, якого може використовуватися весь сервіс. Весь рухомий склад не буде потрібний, допоки весь потенціал нової системи не буде розкритий.
Результатом цього оновлення стало збільшення місткості на 17%, що дозволило збільшити пасажиропотік лінії до 6000 пасажирів на годину. Робота була завершена і лінія була відкрита на два дні раніше запланованого, 29 грудня 2005 року.

### Сигнальна система
Лінію Джубилі перетворили на автокеровану, використовуючи систему рухливого блоку SelTrac S40. Нова система лондонського метрополітену дозволила збільшити пропускну здатність поїздів, збільшити пасажиропотік на 33% та зменшити час поїздки на 22%. Встановлення обладнання та тестування нової системи розпочалося наприкінці 2006 року, а оновлення лінії потребувало закриття ділянок лінії Джубилі щовихідних протягом 2009 року. Хоча впровадження проекту мали закінчити у травні 2010 року, але закриття продовжилося протягом 2010 р., а оновлення завершили тільки навесні 2011 р. Нова сигнальна система повністю увійшла до роботи 26 липня 2011 року. Результатом цього стало те, що пропускна здатність лінії зросла до 27 поїздів на годину у кінці липня 2011, а 2012 року цей показник повинен зрости до 30 потягів на годину.
Під час автоматичного керування бортовий комп'ютер вказує поїзду, що робити. Основний захист та керувальна система називається TBTC (Transmission-Based Train Control). Комп'ютер виконує всі завдання, окрім відкриття та закриття дверей, запуску поїзда на кожній станції, усунення неполадок та спілкування з пасажирами. Якщо автокерування зламалося, але TBTC все ще працює, то поїзди можуть вручну керуватися на швидкості, яка задовольняє умови обмеження швидкості на лінії. Поїзд отримує багато нової інформації за короткий проміжок часу, тому вважається, що  водію неможливо керувати у цьому режимі зі звичайними службами. Тому вважається, що поїзд вийшов з ладу і його якомога скоріше намагаються прибрати з лінії. Якщо зламалася TBTC у одного поїзду, тоді він буде переведений в режим «Обмежене ручне керування», що означає, що машиніст може керувати поїздом при швидкості 5–10 миль/год (8–16 км/год) до наступної станції, де поїзд стане на ремонт, допоки несправність не буде виправлена механіками. Якщо зламалася вся TBTC система fails, то лінія може використовуватися на максимальній швидкості у 16 км/год, використовуючи допоміжні сигнали та систему рейкових ланцюгів. Сигнали та рейкові ланцюги активуються тільки, коли TBTC виходить з ладу, а в звичайні дні вони не працюють.
Система використовує петлі між рейками, щоб надсилати вказівки поїзди, і тому поїзд може надсилати нову інформацію до центру керування. Кожна сторона петлі перетинає близько кожні 25 м та кожна 25 м ділянка поділена ще на 4 ділянки, ефективно створюючи 160 віртуальних «блоків» у кожному кілометрі колії. Ці перехрещення викликають фазовий зсув на 180 градусів, який вловлюється поїздом, щоб сказати, чи пройшов він це перехрестя. Система дозволяє потягам підійти один до одного на відстані 50 метрів, якщо вони обоє рухаються на низькій швидкості. Система здатна працювати у двонаправленому режимі або режимі «неправильного руху», але у лондонському метрополітену ця можливість виключення. Таким чином, потяг буде переведений у обмежене керування, якщо він поїде в неправильну. Є виключення, як виїзди на залізничну колію на північ від Вемблі-парк і Вест Хемпстед, а також мала частина біля депо «Стратфордський ринок», де дозволяється проїзд у будь-який бік для будь-якого поїзд, який отримав дозвіл на проїзд. Потяги постійно отримують вказівки про швидкість, які засновані на визначеній позиції потягу, що використовує колісний тахометр між перехрещенням петлів, проте вони отримують певні вказівки, коли повідомлять та проїдуть повз колійну петлю. S40 не дозволяє розігнатися більше, чим 108 км/год і потяги зразку 1996 повинні біли трохи оновитися, щоб можна було б використовувати нове обладнання, яке включає Бортовий комп'ютер поїзду для системи S40, який повинне взаємодіяти з системою керування потягу.
Програма по тимчасовому закриттю лінії на інженерні робити була піддана критиці з боку місцевих політиків, також керівництвом таких місць, як стадіон Вемблі і арена O2, тому що відвідувачам, які відвідували певні концерти і спортивні події, приходилися користуватися автобусом, який тимчасово замінював метро. Керівництво проекту Tube Lines було піддано критиці London TravelWatch за затримку завершення проекту, а доповідь London Assembly говорила, що ці закриття лінії у вихідні дні є «хаотичними».

## Майбутнє

### Пропускна здатність
Коли лінія Джубилі була оновлена до нової сигнальної, що дозволила автокерування потягу на лінії системи, тим самим пропускна здатність потягів зросла 24 до 30 потягів на годину протягом 90 хвилин у час пік. Зараз лондонський метрополітен планує збільшити пропускну здатність до 36 потягів/год  2019 року, дозволивши пропуск одного потягу кожні 100 секунд між Північним Гринвічем і Вест Хемпстедом та 27 потягів/год у звичайний час між Віллзден Ґрін і Стратфордом. Це дозволило б лінії витримати додаткових пасажирів, які, очікується, будуть користуватися лінією з Вест Енду, Сіті та Доклендсу і району Стратфорд.

### 24-годинне обслуговування у вихідні
Планувалося, що з суботи 12 вересня 2015 року буде 24-годинне обслуговування у п'ятницю та суботу на всій ліній Джубилі, яка стане частиною нової системи послуг «Нічне метро». Але ці плани затрималися внаслідок тодішньої суперечки між Transport for London та залізничними об'єднаннями.  26 серпня 2016 Садік Хан, мер міста, оголосив, що лінія Джубилі запустить нічне обслуговування з 7 жовтня 2016 року.

### Відгалуження Темзмід
Коли станція Північний Гринвіч була відкрита, то це дозволило б прокладання відгалуження на схід до Темзмід. Зараз не має жодних планів щодо цього маршруту.

### Пересадка на станції Вест Хемстед
Плани щодо пересадки на станції Вест Хемстед були висунуті у 1974, а потім знову у 2004, щоб з'єднати три станції Вест Хемрстіед в один комплекс, але плани були заморожені у 2007 році через невизначеність щодо залізничної франшизи Північної лондонської лінії. Хоча не має жодних з'єднань у залізничному розумінні, але три станції Вест Хемстед стали частиною «поза станційних» пересадок  у системі Ойстер, таким чином продовжили подібні (але малорозповсюджувані) схеми пересадок, що існували до націоналізації.

## Обслуговування
Лінія Джубилі обслуговує такі маршрути:
Час пік:
- Стратфорд - Станмор, 12 потягів/год
- Стратфорд - Віллзден Ґрін, 6 потягів/год
- Стратфорд - Вемблі-парк, 6 потягів/год
- Північний Гринвіч - Станмор, 6 потягів/год

Деякі маршрути поїздів починаються/закінчуються на станціях Вест Хем або Нізден
У звичайний час:
- Стратфорд - Станмор, 12 потягів/год
- Стратфорд - Віллзден Ґрін, 4 потягів/год
- Стратфорд - Вемблі-парк, 4 потягів/год
- Північний Гринвіч - Станмор, 4 потягів/год

Нічне метро:
- Стратфорд - Станмор, 6 потягів/год

## Станції
| Станція                          | Зображення | Відкрита          | Додаткова інформація                                                                                            |
| -------------------------------- | ---------- | ----------------- | --- |
| Станмор                          |            | 10 грудня 1932    | |
| Кенонс-парк                      |            | 10 грудня 1932    | Відкрита як Кенонс-парк (Еджевр); перейменована 1933                                                            |
| Квінсбері                        |            | 16 грудня 1934    | |
| Кінгсбері                        |            | 10 грудня 1932    | |
| Вемблі-парк                      |            | 14 жовтня 1893    | Пересадки на потяги лінії Метрополітен                                                                          |
| Нісден                           |            | 2 серпня 1880     | |
| Долліс-гілл                      |            | 1 жовтня 1909     | |
| Віллесден-Грін                   |            | 24 листопада 1879 | |
| Кілберн                          |            | 24 листопада 1879 | Відкрита як Кілберн-енд-Брондесбері; перейменована 25 вересня 1950                                              |
| Вест-Гемстед                     |            | 30 червня 1879    | |
| Фінчлі-роуд                      |            | 30 червня 1879    | Пересадки на лінію Метрополітен                                                                                 |
| Свісс-коттедж                    |            | 20 листопада 1939 | |
| Сент-Джонс-вуд                   |            | 20 листопада 1939 | |
| Бейкер-стріт                     |            | 1 травня 1979     | Пересадки на лінії Бейкерлоо, Кільцева, Гаммерсміт-енд-Сіті та Метрополітен                                     |
| Бонд-стріт                       |            | 1 травня 1979     | Пересадки на Центральну лінію                                                                                   |
| Грін-парк                        |            | 1 травня 1979     | Пересадки на лінії Пікадиллі та Вікторія                                                                        |
| Вестмінстер                      |            | 22 грудня 1999    | Пересадки до Кільцевої лінії та лінії Дистрикт                                                                  |
| Ватерлоо                         |            | 24 вересня 1999   | Пересадки на лінії Бейкерлоо, Північна та Ватерлоо-енд-Сіті                                                     |
| Саутерк ( Ватерлоо-Іст)          |            | 20 листопада 1999 | |
| Лондон-брідж ( Потяги до Ґатвік) |            | 7 жовтня 1999     | Пересадки до Північної лінії                                                                                    |
| Бермондсі                        |            | 17 вересня 1999   | |
| Канада-Вотер                     |            | 17 вересня 1999   | Пересадки до Східної лондонської лінії London Overground                                                        |
| Кенері-Ворф                      |            | 17 вересня 1999   | Пересадки до Доклендського легкого метро                                                                        |
| Північний Гринвіч                |            | 14 травня 1999    | Пересадки на канатну дорогу Emirates Air Line зі станції «півострів Гринвіч»                                    |
| Кеннінг-таун                     |            | 14 травня 1999    | Пересадки на Доклендське легке метро                                                                            |
| Вест-Гем                         |            | 14 травня 1999    | Пересадки до лінії Дистрикт, лінії Хаммерсміт-енд-Сіті та Доклендського легкого метро                           |
| Стратфорд                        |            | 14 травня 1999    | Пересадки на лінії Центральна, Північно-Лондонську лінію London Overground, TfL Rail та Доклендське легке метро |
| 1. 2. 3.                         |            |                   | |

### Колишні станції
Лінія Джубилі має й досі платформу на станції Чарінг-Кросс, яка використовується під час проблем на лінії. Наприклад, коли тимчасово закриють ділянку лінії від Ґрін-парку до Станмор, то поїзд буде мати кінцеву (і висаджувати людей) станцію Ґрін-парк, а потім їхати у бік Чарінг-Кросс, щоб розвернутися. Також платформа цієї станції дуже популярне місце для знімання фільмі і передач для ТБ, тому що вигляд платформи є сучасним і подібними до вигляду більшості станцій лондонського метро, що зараз використовуються.

## Депо
Зараз лінія Джубилі обслуговується депом «Стратфордський ринок», що між станцією Стратфорд та Вест Хем.
Потяги також можуть обслуговуватися депом Нізден, що також обслуговує лінію Метрополітен.

## Зовнішні посилання
- Photographic Archive. London Transport Museum. Архів оригіналу за 3 березня 2016. Процитовано 11 липня 2008.
- Jubilee line facts. Transport for London. Архів оригіналу за 12 лютого 2008. Процитовано 11 липня 2008.
- Jubilee Line. Clive's Underground Line Guides. 21 січня 2008. Архів оригіналу за 24 квітня 2012. Процитовано 11 липня 2008.
- Saint, Andrew (20 січня 2000). The Jubilee Line Extension. London Review of Books. Архів оригіналу за 13 травня 2009. Процитовано 11 липня 2008.
- Jubilee line extension. Архів оригіналу за 12 червня 2008. Процитовано 11 липня 2008. (photo gallery)
- Лінія Джубилі у соцмережі «Твіттер»